# Alex Meraz
Alejandro "Alex" Meraz, född 10 januari 1985 i Mesa i Arizona, är en amerikansk skådespelare. Meraz är bland annat känd för rollen som Paul Lahote i Twilight-filmen New Moon.